# باشگاه فوتبال بکسهیل یونایتد
باشگاه فوتبال بکسهیل یونایتد (به انگلیسی: Bexhill United Football Club) یک باشگاه فوتبال در شهر بکسهیل اون سی، کشور انگلستان است که در سال ۲۰۰۲ میلادی تأسیس شده‌است.